# تاکزو اوکاموتو
تاکزو اوکاموتو (۷ دسامبر ۱۸۸۳ (۱۶ میجی) - ۱۷ ژانویۀ ۱۹۴۳ (۱۸ شوا)) یک دیپلمات ژاپنی و فرستادهٔ ژاپن به ایران بود.

## زندگی‌نامه
اوکاموتو در سال ۱۹۰۹ (۴۲ میجی) در استان کیوتو متولد شد. او از در دانشکدهٔ حقوق دانشگاه امپراتوری توکیو فارغ‌التحصیل شد. او در همان سال، در آزمون دیپلماتیک و کنسولی پذیرفته شد و سال بعد به عنوان دستیار افسر کنسولی در شانگهای شروع به کار کرد. او از آن زمان به عنوان کنسول، افسر امور خارجه، دبیر امور خارجه، دبیر دوم سفارت، دبیر اول و رایزن خدمت کرده و در این مدت در چین، بریتانیا و ایتالیا کار کرده است. او متعاقباً به عنوان کنسول کل در تیانجین و مشاور سفارت ژاپن در ایتالیا خدمت کرد و سپس در سال ۱۹۳۲ به عنوان سفیر در ایران منصوب شد.  او در سال ۱۹۳۸ (۱۳ شوا)، همزمان با تأسیس مؤسسهٔ مطالعات شرق آسیا، به عنوان مدیر منصوب شد.

## اقوام
- توشیماسا اوکاموتو - برادر کوچکتر.[۴] سفیر هلند.
- آیسوکه اوکاموتو - برادر کوچکتر.[۴] مدیر کل سازمان جنگلداری امپراتوری. عضو مجلس مشاوران.
- گونسوکه هایاشی - پدر همسر.[۴] بارون فرماندار کانتو. عضو شورای خصوصی.